# Kirageri, Hirekerur
Kirageri là một làng thuộc tehsil Hirekerur, huyện Haveri, bang Karnataka, Ấn Độ.